# Élections législatives seychelloises de 2007
Les élections législatives seychelloises de 2007 ont lieu du 10 au 12 mai 2007 de manière anticipées, afin de renouveler les 34 membres de l'Assemblée nationale des Seychelles. Il s'agit des quatrième élections législatives à se tenir depuis le retour de la démocratie dans la pays avec la promulgation de la Constitution de 1993.
Elles sont de nouveau remportées par le Front progressiste populaire des Seychelles (SPPF), au pouvoir depuis 1977.

## Contexte
Depuis octobre 2006, les députés de l'opposition du Parti national des Seychelles boycottaient les séances de l'Assemblée nationale, à la suite d'une manifestation illégale qui a dégénéré dans la capitale Victoria.
Le 20 mars 2007, le président de la République James Michel annonce la dissolution de l'Assemblée nationale en reprochant à l'opposition son boycott. 

## Système électoral
L'Assemblée nationale est le parlement monocaméral des Seychelles, il est composé de 34 sièges pourvus pour cinq ans selon un mode de scrutin parallèle.
Sont ainsi à pourvoir 26 sièges au scrutin uninominal majoritaire à un tour dans autant de circonscriptions électorales, auxquels se rajoutent jusqu'à 9 sièges pourvus au scrutin proportionnel plurinominal dans une unique circonscription nationale, chaque parti obtenant un siège par tranche de 10 % des votes valides obtenus.

## Résultats

Carte des résultats des élections.

|                           |                                                                        |        |       |        |        |        |               |  |  |  |  |  |  |  |
| Parti                     | Parti                                                                  | Votes  | %     | Sièges | Sièges | Sièges | Sièges        |  |  |  |  |  |  |  |
| Parti                     | Parti                                                                  | Votes  | %     | UM1    | SPP    | Total  | +/–           |  |  |  |  |  |  |  |
|                           | Front progressiste populaire des Seychelles (SPPF)                     | 30 571 | 56,16 | 18     | 5      | 23     | en stagnation |  |  |  |  |  |  |  |
|                           | Parti national des Seychelles-Parti démocratique seychellois (SNP-SDP) | 23 869 | 43,94 | 7      | 4      | 11     | en stagnation |  |  |  |  |  |  |  |
|                           |                                                                        |        |       |        |        |        |               |  |  |  |  |  |  |  |
| Suffrages exprimés        | Suffrages exprimés                                                     | 54 440 | 97,50 |        |        |        |               |  |  |  |  |  |  |  |
| Votes blancs et invalides | Votes blancs et invalides                                              | 1 393  | 2,50  |        |        |        |               |  |  |  |  |  |  |  |
| Total                     | Total                                                                  | 55 827 | 100   | 25     | 9      | 34     | en stagnation |  |  |  |  |  |  |  |
| Abstentions               | Abstentions                                                            | 9 166  | 14,10 |        |        |        |               |  |  |  |  |  |  |  |
| Inscrits / participation  | Inscrits / participation                                               | 64 993 | 85,90 |        |        |        |               |  |  |  |  |  |  |  |